# Al Ahli Ad-Dauha
Al Ahli Sports Club (arab. ‏نادي الاهلي القطري‎), znany także jako Al Ahli Ad-Dauha – katarski klub sportowy z siedzibą w Dosze. Najbardziej znany ze swojej sekcji piłkarskiej. Swoje mecze rozgrywa na stadionie Khalifa International Stadium. Jest to najstarszy klub sportowy w Katarze, został on założony w 1950 roku.

## Historia
Klub został założony w 1950 roku pod nazwą Al Nagah SC, co czyni go najstarszym klubem sportowym w Katarze. Al Nagah SC został założony przez twórców innego klubu, zwanego Sawt al-Arab, który został następnie rozwiązany. Najbardziej znanym z założycieli byli Naji Musaad, pierwszy prezes klubu. Pierwsza siedziba klubu mieściła się w budynku mieszkalnym. Płacił on 70 rupii indyjskich miesięcznie za wynajem. W 1964 roku klub został oficjalnie założony. W 1972 roku Al Nagah połączył się z innym lokalnym klubem Al Ahli Sport Club i zaczął funkcjonować pod drugą nazwą. Klub oficjalnie zdecydował się na kolory zielony i biały.

## Stadion

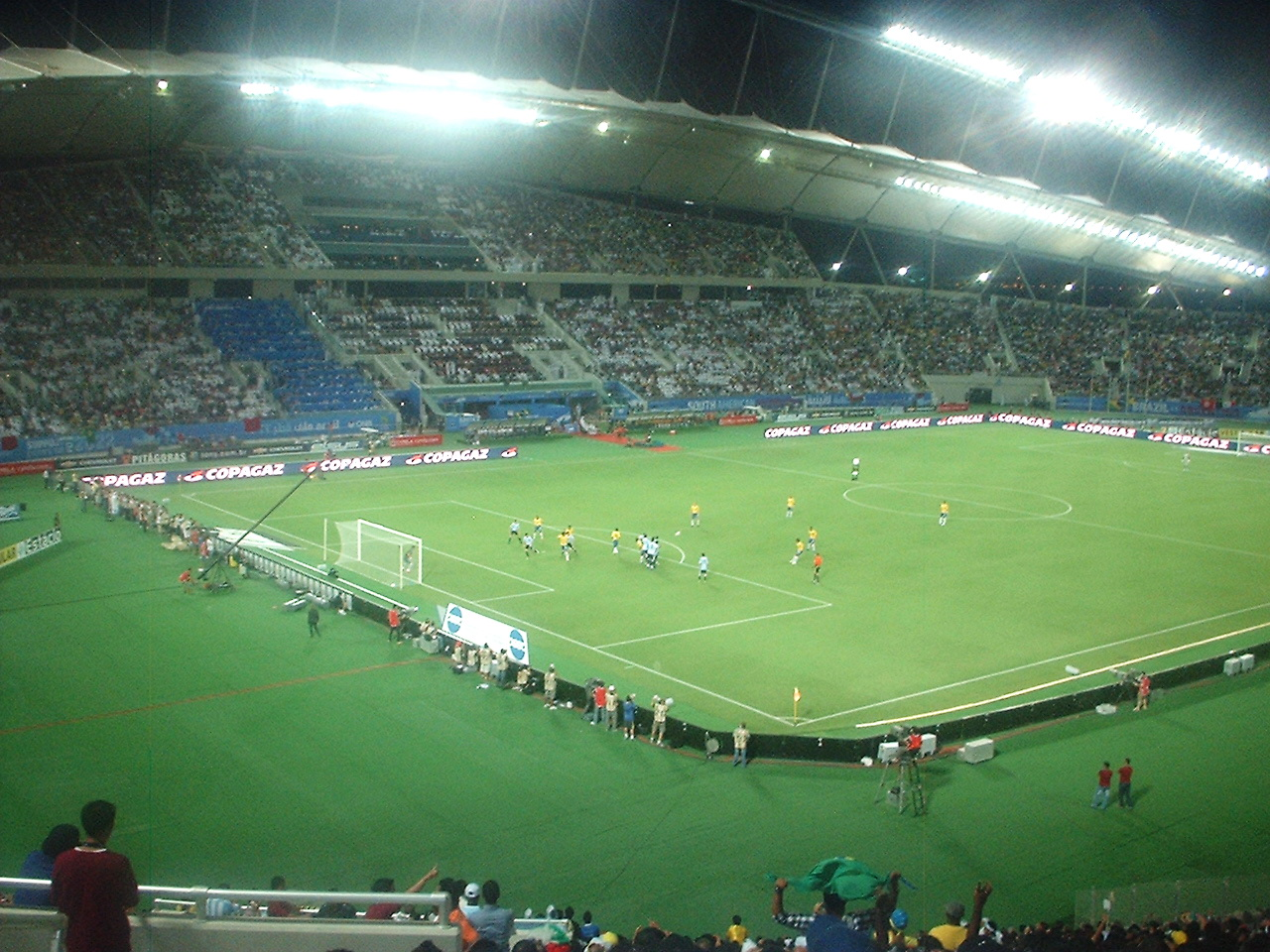

Al Ahli gra swoje mecze domowe na Khalifa International Stadium. Stadion został otwarty w 1976 roku, ale został całkowicie odnowiony i rozbudowany w 2005 roku przed Igrzyskami Azjatyckimi 2006 w celu zwiększenia pojemności z 20.000 do 40.000. Został również zbudowany dach na zachodniej stronie stadionu, wraz z dużym łukiem po wschodniej stronie, który został wykorzystany jako platforma do uruchomienia fajerwerków podczas ceremonii otwarcia Igrzysk Azjatyckich w 2006 roku. Przed renowacją był używany głównie dla meczów piłki nożnej, ale obejmuje urządzenia do wielu innych sportów. Od 1997 r. jest gospodarzem corocznego mityngu lekkoatletycznego Qatar Athletic Super Grand Prix, teraz jako część Diamentowej Ligi. Stadion piłkarskiej reprezentacji Kataru.

## Sukcesy
- Emir of Qatar Cup: 1973, 1981, 1987, 1992